# Barnabás Bese
Barnabás Bese (Budapeste, 6 de maio de 1994) é um futebolista profissional húngaro que atua como defensor, atualmente defende o MTK Budapeste.

## Carreira
Barnabás Bese fez parte do elenco da Seleção Húngara de Futebol da Eurocopa de 2016.